# 털어야 산다
《김흥국, 봉만대의 털어야 산다》는 SBS 러브FM에서 매일 오후 4시 5분부터 저녁 6시까지 방송되던 라디오 프로그램이며 2016년 3월 28일 SBS 라디오 봄 개편으로 신설되었다. 첫 신설 당시에는 매주 평일에 방송되었으나 동시간대 주말에 방송되었던 황교익, 강헌의 맛있는 라디오가 폐지되면서 6월 27일부터 주 7일 확대 편성되었다. 2017년 3월 19일 자로 1년 만에 폐지되었다.

## 매일 코너
- 이슈와 썰꾼
- 동상이몽 퀴즈

## 요일별 코너
- 월요일 - 밥만 먹고 못살아, 털산으로 와요~
- 화요일 - 땀나게 털자, 거침없이 털어라
- 수요일 - 아이돌 털기, 말풍선 털고~
- 목요일 - 글로벌 털기, 털산으로 와요~
- 금요일 - 연예가 예쁘게 털기, 뉴스 삼합 BEST 5
- 토요일 - EDM 속성 털기, 헝덩이를 털어봐
- 일요일 - 멋진 아재 프로젝트, 선데이~누군데이?

## 같이 보기
- SBS
- SBS 러브FM

| SBS 러브FM                                                |                              |                              |
| 이전                                                      | 김흥국, 봉만대의 털어야 산다 | 다음                         |
| DJ 붐의 드라이빙 클럽                                     | 김흥국, 봉만대의 털어야 산다 | 송은이, 김숙의 언니네 라디오 |
| 오후 2시 5분 ~ 오후 4시                                   | 오후 4시 5분 ~ 오후 6시      | 저녁 6시 5분 ~ 밤 8시        |
| 2시의 뮤직쇼 김기덕입니다 (주말) 부산/경남 지역 자체 방송 |                              |                              |

| KNN 러브FM              |                              |                         |
| 이전                    | 김흥국, 봉만대의 털어야 산다 | 다음                    |
| 강영운의 딱좋은 라디오  | 김흥국, 봉만대의 털어야 산다 | KNN 뉴스                |
| 오후 2시 5분 ~ 오후 4시 | 오후 4시 5분 ~ 오후 6시      | 저녁 6시 ~ 저녁 6시 5분 |
|                         |                              |                         |